# Кантоны департамента Мозель
Департамент Мозель региона Лотарингия включает 51 кантон в 9 округах. 

## Округ Булеи-Мозель
Округ Булеи-Мозель состоит из 3 кантонов:
- Булеи-Мозель
- Бузонвиль
- Фолькемон

## Округ Шато-Сален
Округ Шато-Сален состоит из 5 кантонов:
- Альбестроф
- Шато-Сален
- Дельм
- Дьёз
- Вик-сюр-Сей

## Округ Форбак
Округ Форбак состоит из 7 кантонов:
- Беран-ле-Форбак
- Форбак
- Фремен-Мерлебак
- Гротенкен
- Сент-Авольд-1
- Сент-Авольд-2
- Стирен-Вандель

## Округ Мец-Виль
Округ Мец-Виль состоит из 4 кантонов:
- Мец-Виль-1
- Мец-Виль-2
- Мец-Виль-3
- Мец-Виль-4

## Округ Мец-Кампань
Округ Мец-Кампань состоит из 9 кантонов:
- Ар-сюр-Мозель
- Мезьер-ле-Мец
- Маранж-Сильванж
- Монтиньи-ле-Мец
- Панж
- Ромба
- Верни
- Вижи
- Вуаппи

## Округ Сарбур
Округ Сарбур состоит из 5 кантонов:
- Фенетранж
- Лоркен
- Фальсбур
- Решикур-ле-Шато
- Сарбур

## Округ Саргемин
Округ Саргемин состоит из 6 кантонов:
- Битш
- Рорбаш-ле-Бич
- Саральб
- Саргемин
- Саргемин-Кампань
- Вольмюнстер

## Округ Тьонвиль-Эст
Округ Тьонвиль-Эст состоит из 6 кантонов:
- Каттеном
- Мецервисс
- Сьерк-ле-Бен
- Тьонвиль-Эст
- Тьонвиль-Уэст
- Юц

## Округ Тьонвиль-Уэст
Округ Тьонвиль-Уэст состоит из 6 кантонов:
- Альгранж
- Фамек
- Флоранж
- Фонтуа
- Эанж
- Муаэвр-Гранд